# José Antonio Reinafé
José Antonio Reinafé (Villa Tulumba en la actual provincia de Córdoba, Virreinato del Río de la Plata, 1798 - Buenos Aires, Argentina, octubre de 1837) fue un hacendado y militar argentino, uno de los miembros del clan Reinafé, que gobernó la provincia de Córdoba entre 1831 y 1835. Murió en prisión, mientras era enjuiciado por su participación en el asesinato del caudillo federal Facundo Quiroga.

## Biografía
Tercero de cuatro hijos de un inmigrante irlandés, se dedicó a administrar una pequeña estancia – propiedad mucho menor que las de sus hermanos – y al comercio. Habitualmente vivía en la ciudad de Córdoba y ocupó algunos cargos secundarios en el gobierno provincial. Por corto tiempo fue comandante militar del departamento Tulumba.
Cuando el gobernador Juan Bautista Bustos fue derrotado por el general José María Paz, huyó con sus hermanos a Santa Fe, donde se puso a órdenes del caudillo Estanislao López, que le dio un grado militar. Entró en la provincia con éste, y su hermano José Vicente fue elegido gobernador, aunque – en cierto sentido – los cuatro hermanos formaban una virtual junta de gobierno, y reconocían como su jefe político a Estanislao López, gobernador de Santa Fe.
Fue diputado provincial, y la voz del clan en la Legislatura. Ejerció varias veces como gobernador delegado, al punto que es posible que haya gobernado efectivamente más tiempo que su hermano. Durante uno de esos interinatos se produjo la revolución de los partidarios de Facundo Quiroga, vencida por su hermano Francisco. Y durante otro de estos gobiernos provisorios envió oficialmente a éste a conferenciar con Estanislao López, porque se sentían amenazados por el inminente viaje de Quiroga al norte del país. Lo que se conversó, sin embargo, fue secreto.
El resultado de estas conversaciones fue el asesinato de Quiroga en Barranca Yaco, a principios de 1835. Tras algunos meses de gobiernos efímeros, el gobierno ordenó su arresto. José Antonio huyó de Córdoba, buscando la huida a Bolivia, y llegó a territorio que actualmente es chileno, en San Pedro de Atacama. Pero allí fue arrestado por fuerzas tucumanas del gobernador Alejandro Heredia, ejerciendo la soberanía argentina en territorio que estaba en disputa entre Bolivia y la Argentina y lo envió preso a Buenos Aires, adonde ya habían sido enviados sus hermanos Guillermo y José Vicente, y el capitán Santos Pérez, el asesino de Quiroga.
Tras un juicio seguido en la ciudad de Buenos Aires – cuyo gobierno en realidad no tenía títulos legales para ejercer jurisdicción judicial sobre actos cometidos fuera de su provincia – fue condenado a muerte en octubre de 1837. Pero los sufrimientos causados por la huida – y el largo camino de regreso – y la profunda depresión en que había caído, causaron su muerte a mediados de ese mes, unos días antes de que se cumpliera la sentencia en la Plaza de Mayo sobre sus hermanos José Vicente y Guillermo, Santos Pérez y sus cómplices.
Francisco les sobrevivió dos años y medio, pero murió en combate intentando invadir Santa Fe, en 1840.